# Heinrich Buscher (SS-Mitglied)

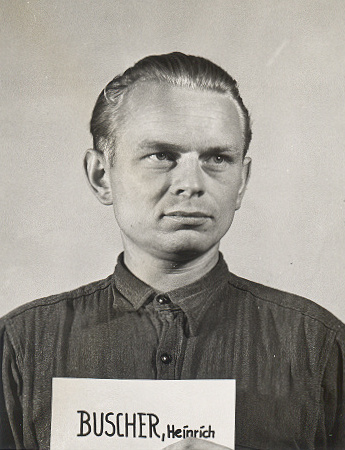
Heinrich Buscher als Zeuge bei den Nürnberger Prozessen.

Heinrich Buscher (* 11. Juli 1911 in Nordenham; † 9. Oktober 1954 in Westerstede) war ein deutscher SS-Führer und Zeuge bei den Nürnberger Prozessen.

## Leben und Wirken
Heinrich Buscher war der Sohn des Architekten und Bürgermeisters Friedrich Buscher und seiner Ehefrau Tini, geborene van Dieken.
Nach dem Abitur in Oldenburg studierte er Volkswirtschaft an der Universität Marburg. Zum 1. März 1931 trat Buscher in die NSDAP (Mitgliedsnummer 468.224) und im selben Jahr in die SA ein. In der Partei schlug er bald eine Funktionärskarriere ein: Am 7. August 1933 wurde er zum Leiter der Gauamtswalterschule Haus Osterberg bei Loy ernannt. Am 20. Juli 1934 folgte die Ernennung zum Gauinspekteur für das Ausbildungswesen im Gau Weser-Ems. Anschließend amtierte er bis zum Mai 1936 als Gauausbildungsleiter des Gaues Weser-Ems.
Am 12. August 1939 wurde Buscher als Leutnant der Reserve zum Kriegsdienst einberufen. Vom 4. Januar 1940 bis zum 15. Juli 1940 fungierte er als Legationsrat zum Vertreter des Auswärtigen Amtes beim Armeeoberkommando (AOK) 18. Anschließend bekleidete er dieselbe Stellung beim AOK 9, bevor er im Herbst 1940 der Deutschen Botschaft in Paris zur Verfügung gestellt wurde. Dort war er bis zum Oktober 1942 als Sachbearbeiter für Aktivpropaganda in der Informationsstelle der Botschaft tätig.
Vom 18. Oktober 1942 bis zum 6. Juli 1943 amtierte Buscher als Gauschulungsleiter des Gaues Weser-Ems der NSDAP und dann mit der Amtsbezeichnung eines Oberbereichsleiters als Vertreter des Beauftragten des Führers für die gesamte geistige und weltanschauliche Erziehung der NSDAP im Gau Weser-Ems.
1944 meldete Buscher sich zur Waffen-SS, um bis Kriegsende mit der 12. SS-Panzer-Division „Hitlerjugend“ an der Front zu kämpfen, zuletzt als SS-Obersturmführer. Bei Kriegsende geriet Buscher in alliierte Gefangenschaft. In der Folge wurde er im Rahmen der Nürnberger Prozesse als Zeuge verhört.
1949 gründete er in Oldenburg ein Textilversandgeschäft und wurde zudem schriftstellerisch unter dem Pseudonym „Klaas Kunst“ tätig. Um 1950 zog die Familie von Oldenburg nach Bad Zwischenahn.
Seine Tochter ist die Autorin und Lehrerin Hilka Koch, geborene Buscher, die sich kritisch gegenüber der NS-Vergangenheit ihres Vaters positioniert und für die Versöhnung zwischen Juden und Deutschen einsetzt.